# Ernst Dümmler
Ernst Ludwig Dümmler (2 janvier 1830 - 11 septembre 1902) est un historien allemand.

## Biographie
Ernst Ludwig est né à Berlin, fils de Ferdinand Dümmler (1777–1846), libraire berlinois. Il étudie le droit, la philologie classique et l'Histoire, entre autres, à Bonn sous Johann Wilhelm Löbell, et à Berlin, où ses influences sont Leopold von Ranke et Wilhelm Wattenbach. Sa thèse de doctorat, De Arnulfo Francorum rege (Berlin, 1852), est un essai remarquable parmi les historiens .
Il entre à la faculté de Halle en 1855 et commence un séminaire d'histoire. En 1858, il devient professeur agrégé, en 1866 professeur titulaire. En 1875, il devient membre du comité révisé de direction des Monumenta Germaniae Historica, prenant lui-même la direction de la section "Antiquitates". En 1888, il devient président du conseil central de Berlin. C'est une reconnaissance officielle de la position de leader de Dümmler parmi les historiens allemands .

## Œuvres choisies
Outre de nombreux ouvrages critiques et éditions de textes, il a publié :
- Piligrim von Passau und das Erzbistum Lorch (1854) - Pèlerin de Passau et de l'archidiocèse de Lauriacum (de).
- Uber die älteste geschichte der Slawen in Dalmatien, 549-928 (1856) - Sur l'histoire ancienne des Slaves en Dalmatie (549-928)
- Das Formelbuch des Bischofs Salomo III von Konstanz aus dem neunten Jahrhundert (1857) - Formulaire de l'évêque Salomon III de Constance du IXe siècle.
- Anselm Der Peripatetiker (1872) - Anselme le péripatéticien.

Son grand ouvrage est le Geschichte des ostfränkischen Reiches (Berlin, 1862–1865, 2 volumes; 2e éd. 1887–1888, en 3 volumes). En collaboration avec Wattenbach, il achève la Monumenta Alcuiniana (Berlin, 1873), qui a été commencée par Philipp Jaffé, et avec Rudolf Köpke, il écrit Kaiser Otto der Grosse (Leipzig, 1876).
Il édite les énigmes anonymes de Lorsch à deux reprises, d'abord en 1879, puis à nouveau deux ans plus tard en 1881. Il édite également les premier et deuxième volumes des "Poetae latini aevi Carolini" pour la Monumenta Germaniae historica (Berlin, 1881-1884) ,.

## Famille
Son fils, Ferdinand Dümmler (1859–1896), archéologue et philologue, est professeur à l'Université de Bâle de 1890 jusqu'à sa mort le 15 novembre 1896, âgé de 37 ans .